# Finlandia na Letnich Igrzyskach Olimpijskich 1908
Finlandię na Letnich Igrzyskach Olimpijskich 1908 reprezentowało 62 zawodników, tylko mężczyzn.

## Zdobyte medale
| Medal  | Zawodnik | Dyscyplina    | Konkurencja                                 | Rezultat    |
| ------ | --- | ------------- | ------------------------------------------- | ----------- |
| Złoto  | Verner Weckman | Zapasy        | Waga do 93 kg w stylu klasycznym mężczyzn   | [ 1 ] [ 2 ] |
| Srebro | Yrjö Saarela | Zapasy        | Waga do 93 kg w stylu klasycznym mężczyzn   | [ 1 ] [ 2 ] |
| Brąz   | Verner Järvinen | Lekkoatletyka | Rzut dyskiem (styl grecki) mężczyzn         | 36,48 m     |
| Brąz   | Arvo Lindén | Zapasy        | Waga do 66,6 kg w stylu klasycznym mężczyzn | [ 1 ] [ 4 ] |
| Brąz   | Eino Forsström Otto Granström Johan Kemp Iivari Kyykoski Heikki Lehmusto John Lindroth Yrjö Linko Edvard Linna Matti Markkanen Kalle Mikkolainen Veli Nieminen Kaarlo Kustaa Paasia Arvi Pohjanpää Aarne Pohjonen Eino Railio Ale Riipinen Arno Saarinen Einar Sahlstein Arne Salovaara Torsten Sandelin Elias Sipilä Viktor Smeds Kaarlo Soinio Kurt Stenberg Väinö Tiiri Karl Magnus Wegelius | Gimnastyka    | Wielobój drużynowo mężczyzn                 | 405 pkt     |

## Skład kadry

### Gimnastyka
| Zawodnik | Konkurencja            | Finał  | Finał   |
| Zawodnik | Konkurencja            | Wynik  | Miejsce |
| --- | ---------------------- | ------ | ------- |
| Riku Korhonen (sportowiec) | wielobój indywidualnie | 143,50 | 75.     |
| Jaska Saarivuori | wielobój indywidualnie | 132    | 81.     |
| Iivari Partanen | wielobój indywidualnie | 121    | 85.     |
| Eetu Kosonen | wielobój indywidualnie | 120    | 88.     |
| David Teivonen | wielobój indywidualnie | 117,50 | 91.     |
| Eino Forsström, Otto Granström, Johan Kemp, Iivari Kyykoski, Heikki Lehmusto, John Lindroth, Yrjö Linko, Edvard Linna, Matti Markkanen, Kaarlo Mikkolainen, Veli Nieminen, Kaarlo Kustaa Paasia, Arvi Pohjanpää, Aarne Pohjonen, Eino Railio, Heikki Riipinen, Arno Saarinen, Einar Werner Sahlstein, Aarne Salovaara, Torsten Sandelin, Elis Sipilä, Viktor Smeds, Kaarlo Soinio, Kurt Enoch Stenberg, Väinö Tiiri, Karl Magnus Wegelius | wielobój drużynowo     | 405    | brąz    |

### Lekkoatletyka
Konkurencje biegowe
| Konkurencja | Zawodnik          | Eliminacje | Eliminacje | Półfinał           | Półfinał           | Finał         | Finał         |
| Konkurencja | Zawodnik          | Wynik      | Miejsce    | Wynik              | Miejsce            | Wynik         | Miejsce       |
| ----------- | ----------------- | ---------- | ---------- | ------------------ | ------------------ | ------------- | ------------- |
| 100 m       | Ragnar Stenberg   | b.d        | 5.         | Nie awansował      | Nie awansował      | Nie awansował | Nie awansował |
| 200 m       | Ragnar Stenberg   | b.d        | 3.         | Nie awansował      | Nie awansował      | Nie awansował | Nie awansował |
| 800 m       | Fredrik Svanström |            |            | Nie ukończył biegu | Nie ukończył biegu | Nie awansował | Nie awansował |
| 1500 m      | Fredrik Svanström |            |            | 4:25,2             | 3.                 | Nie awansował | Nie awansował |
| maraton     | Kaale Nieminen    |            |            |                    |                    | 3:09:50,8     | 10.           |

Konkurencje techniczne
| Zawodnik        | Konkurencja                   | Finał | Finał   |
| Zawodnik        | Konkurencja                   | Wynik | Miejsce |
| --------------- | ----------------------------- | ----- | ------- |
| Juho Halme      | trójskok                      | b.d   | 18.     |
| Lauri Pihkala   | skok wzwyż                    | 1,67  | 16.     |
| Lauri Wilskman  | skok wzwyż                    | b.d   | b.d     |
| Jarl Jakobsson  | skok w dal z miejsca          | b.d   | 8.      |
| Jalmari Sauli   | pchnięcie kulą                | 12,58 | 7.      |
| Juho Halme      | pchnięcie kulą                | b.d   | 9.      |
| Verner Järvinen | pchnięcie kulą                | b.d   | 9.      |
| Elmer Niklander | pchnięcie kulą                | b.d   | 9.      |
| Bruno Zilliacus | pchnięcie kulą                | b.d   | 9.      |
| Verner Järvinen | rzut dyskiem                  | 39,43 | 4.      |
| Elmer Niklander | rzut dyskiem                  | b.d   | 12.     |
| Lauri Pihkala   | rzut dyskiem                  | b.d   | 12.     |
| Aarne Salovaara | rzut dyskiem                  | b.d   | 12.     |
| Jalmari Sauli   | rzut dyskiem                  | b.d   | 12.     |
| Lauri Wilskman  | rzut dyskiem                  | b.d   | 12.     |
| Aarne Salovaara | rzut oszczepem                | 45,89 | 4.      |
| Armas Pesonen   | rzut oszczepem                | 45,18 | 5.      |
| Juho Halme      | rzut oszczepem                | 44,96 | 6.      |
| Jalmari Sauli   | rzut oszczepem                | b.d   | 7.      |
| Evert Jakobsson | rzut oszczepem                | b.d   | 8.      |
| Jarl Jakobsson  | rzut oszczepem                | b.d   | 8.      |
| Verner Järvinen | rzut dyskiem greckim          | 36,48 | brąz    |
| Elmer Niklander | rzut dyskiem greckim          | 32,46 | 9.      |
| Armas Pesonen   | rzut oszczepem w stylu wolnym | 46,04 | 6.      |
| Jalmari Sauli   | rzut oszczepem w stylu wolnym | 43,30 | 8.      |
| Juho Halme      | rzut oszczepem w stylu wolnym | 39,88 | 9.      |
| Evert Jakobsson | rzut oszczepem w stylu wolnym | b.d   | 10.     |
| Jarl Jakobsson  | rzut oszczepem w stylu wolnym | b.d   | 10.     |
| Verner Järvinen | rzut oszczepem w stylu wolnym | b.d   | 10.     |
| Johan Kemp      | rzut oszczepem w stylu wolnym | b.d   | 10.     |
| Aarne Salovaara | rzut oszczepem w stylu wolnym | b.d   | 10.     |

### Pływanie
| Konkurencja       | Zawodnik         | Eliminacje           | Eliminacje           | Półfinał      | Półfinał      | Finał         | Finał         |
| Konkurencja       | Zawodnik         | Czas                 | Miejsce              | Czas          | Miejsce       | Czas          | Miejsce       |
| ----------------- | ---------------- | -------------------- | -------------------- | ------------- | ------------- | ------------- | ------------- |
| 100 m grzbietowym | Hugo Jonsson     | b.d                  | 3.                   | Nie awansował | Nie awansował | Nie awansował | Nie awansował |
| 100 m grzbietowym | John Henriksson  | b.d                  | 3.                   | Nie awansował | Nie awansował | Nie awansował | Nie awansował |
| 200 m klasycznym  | Herman Cederberg | b.d                  | 4.                   | Nie awansował | Nie awansował | Nie awansował | Nie awansował |
| 200 m klasycznym  | John Henriksson  | b.d                  | 3.                   | Nie awansował | Nie awansował | Nie awansował | Nie awansował |
| 200 m klasycznym  | Hugo Jonsson     | Nie ukończył wyścigu | Nie ukończył wyścigu | Nie awansował | Nie awansował | Nie awansował | Nie awansował |

### Skoki do wody
| Konkurencja   | Zawodnik      | Eliminacje | Eliminacje | Półfinał      | Półfinał      | Finał         | Finał         |
| Konkurencja   | Zawodnik      | Wynik      | Pozycja    | Wynik         | Pozycja       | Wynik         | Pozycja       |
| ------------- | ------------- | ---------- | ---------- | ------------- | ------------- | ------------- | ------------- |
| wieża 10 m    | Oskar Wetzell | 69,7       | 4.         | Nie awansował | Nie awansował | Nie awansował | Nie awansował |
| wieża 10 m    | Toivo Aro     | 69,5       | 2.         | 62,7          | 3.            | Nie awansował | Nie awansował |
| trampolina 3m | Oskar Wetzell | 70,83      | 3.         | 70,1          | 6.            | Nie awansował | Nie awansował |

### Strzelectwo
| Konkurencja                         | Zawodnik                                                                              | Finał | Finał   |
| Konkurencja                         | Zawodnik                                                                              | Wynik | Pozycja |
| ----------------------------------- | ------------------------------------------------------------------------------------- | ----- | ------- |
| karabin dowolny 3 postawy           | Voitto Kolho                                                                          | 788   | 17.     |
| karabin dowolny 3 postawy           | Frans Nässling                                                                        | 733   | 30.     |
| karabin dowolny 3 postawy           | Huvi Tuiskunen                                                                        | 697   | 37.     |
| karabin dowolny 3 postawy           | Heikki Huttunen                                                                       | 686   | 38.     |
| karabin dowolny 3 postawy           | Lauri Kolho                                                                           | 672   | 39.     |
| karabin dowolny 3 postawy           | Emil Nässling                                                                         | 657   | 41.     |
| karabin dowolny 3 postawy           | Gustav Nyman                                                                          | 615   | 44.     |
| karabin dowolny 3 postawy           | Karl Reilin                                                                           | 584   | 45.     |
| karabin dowolny 3 postawy           | Heikki Hallamaa                                                                       | 576   | 46.     |
| karabin dowolny 3 postawy drużynowo | Frans Nässling Gustav Nyman Heikki Huttunen Voitto Kolho Emil Nässling Huvi Tuiskunen | 3962  | 8.      |

### Zapasy
| Konkurencja                   | Zawodnik       | 1/16 finału      | 1/8 finału          | Ćwierćfinał      | Półfinały        | Finał            | Miejsce |
| Konkurencja                   | Zawodnik       | Przeciwnik Wynik | Przeciwnik Wynik    | Przeciwnik Wynik | Przeciwnik Wynik | Przeciwnik Wynik | Miejsce |
| ----------------------------- | -------------- | ---------------- | ------------------- | ---------------- | ---------------- | ---------------- | ------- |
| styl klasyczny waga lekka     | Arvo Lindén    | Léon Hanssen W   | Carl Carlsen W      | Anders Møller W  | Nikołaj Orłow p  | Nie awansował    | brąz    |
| styl klasyczny waga półciężka | Verner Weckman | Wolny los        | William West W      | Fritz Larsson W  | Hugó Payr W      | Yrjö Saarela W   | złoto   |
| styl klasyczny waga półciężka | Yrjö Saarela   | Henri Nielsen W  | Ernest Nixson W     | Marcel Dubois W  | Carl Jensen W    | Verner Weckman p | srebro  |
| styl klasyczny waga półciężka | Jussi Kivimäki | wolny los        | Jacob van Westrop p | Nie awansował    | Nie awansował    | Nie awansował    | 9.      |